# Lliga de Campions de la UEFA 2024–25
La Lliga de Campions de la UEFA 2024–25 és la 70a edició del màxim torneig de futbol europeu per a clubs organitzat per la UEFA, així com la 33a edició des que va canviar el nom de Copa d'Europa pel de Lliga de Campions. Està previst que el torneig comenci el 17 de setembre de 2024 i finalitzarà el 31 de maig de 2025, en què es disputarà la final de la competició que es jugarà a l'Allianz Arena de Múnic.
El guanyador del torneig disputarà la Supercopa d'Europa 2025 contra el guanyador de la UEFA Europa League 2024-25 i tindrà un lloc assegurat a la Lliga de Campions de la UEFA 2025–26.

## Participants
Un total de 81 equips de 53 de les 55 federacions membres de la UEFA participaran en aquesta edició, amb excepció d'Liechtenstein, que no organitza una lliga nacional i Rússia temporalment suspesa. El rànquing d'associacions basat en els coeficients de la UEFA s'utilitza per determinar el nombre d'equips participants per a cada associació a cada una de les rondes. Les línies més gruixudes indiquen un nivell diferent de classificació en quant a places.
| Pos. | Associació    | Coef.   | Equips |
| ---- | ------------- | ------- | ------ |
| 1    | Anglaterra    | 109.570 | 4      |
| 2    | Espanya       | 92.998  | 4      |
| 3    | Alemanya      | 82.481  | 4      |
| 4    | Itàlia        | 81.926  | 4      |
| 5    | França        | 61.164  | 4      |
| 6    | Països Baixos | 59.900  | 3      |
| 7    | Portugal      | 56.216  | 2      |
| 8    | Bèlgica       | 42.200  | 2      |
| 9    | Escòcia       | 36.400  | 2      |
| 10   | Àustria       | 34.000  | 2      |
| 11   | Sèrbia        | 32.375  | 2      |

| Pos. | Associació | Coef.  | Equips |
| ---- | ---------- | ------ | ------ |
| 12   | Turquia    | 32.100 | 2      |
| 13   | Suïssa     | 31.675 | 2      |
| 14   | Ucraïna    | 29.500 | 2      |
| 15   | Txèquia    | 29.050 | 2      |
| 16   | Noruega    | 29.000 | 1      |
| 17   | Dinamarca  | 27.825 | 1      |
| 18   | Rússia     | 26.215 | 0      |
| 19   | Croàcia    | 25.400 | 1      |
| 20   | Grècia     | 25.225 | 1      |
| 21   | Israel     | 25.000 | 1      |
| 22   | Xipre      | 24.475 | 1      |

| Pos. | Associació  | Coef.  | Equips |
| ---- | ----------- | ------ | ------ |
| 23   | Suècia      | 23.750 | 1      |
| 24   | Polònia     | 20.750 | 1      |
| 25   | Hongria     | 20.625 | 1      |
| 26   | Romania     | 20.500 | 1      |
| 27   | Bulgària    | 20.000 | 1      |
| 28   | Eslovàquia  | 19.750 | 1      |
| 29   | Azerbaidjan | 16.625 | 1      |
| 30   | Kazakhstan  | 12.625 | 1      |
| 31   | Eslovènia   | 12.500 | 1      |
| 32   | Moldàvia    | 12.250 | 1      |
| 33   | Kosovo      | 11.041 | 1      |

| Pos. | Associació           | Coef.  | Equips |
| ---- | -------------------- | ------ | ------ |
| 34   | Liechtenstein        | 11.000 | 0      |
| 35   | Letònia              | 10.625 | 1      |
| 36   | Irlanda              | 10.375 | 1      |
| 37   | Finlàndia            | 10.200 | 1      |
| 38   | Lituània             | 10.000 | 1      |
| 39   | Armènia              | 9.875  | 1      |
| 40   | Belarús              | 9.875  | 1      |
| 41   | Bòsnia i Hercegovina | 9.750  | 1      |
| 42   | Luxemburg            | 9.000  | 1      |
| 43   | Illes Fèroe          | 8.750  | 1      |
| 44   | Irlanda del Nord     | 8.583  | 1      |

| Pos. | Associació | Coef. | Equips |
| ---- | ---------- | ----- | ------ |
| 45   | Malta      | 8.250 | 1      |
| 46   | Geòrgia    | 8.000 | 1      |
| 47   | Estònia    | 7.582 | 1      |
| 48   | Islàndia   | 7.250 | 1      |
| 49   | Albània    | 6.250 | 1      |
| 50   | Gal·les    | 6.166 | 1      |
| 51   | Gibraltar  | 5.791 | 1      |
| 52   | Macedònia  | 5.500 | 1      |
| 53   | Andorra    | 5.165 | 1      |
| 54   | Montenegro | 4.750 | 1      |
| 55   | San Marino | 1.999 | 1      |

| Places                                                                         | Equips participants (forma directa) | Equips participants (rondes prèvies)                           |
| ------------------------------------------------------------------------------ | ----------------------------------- | -------------------------------------------------------------- |
| Campió Lliga de Campions anterior (LLC)                                        | 1                                   |                                                                |
| Campió de la Lliga Europa anterior (EL)                                        | 1                                   |                                                                |
| Places extra, per coeficient UEFA de les dues millors lligues de 2023-24 (EPS) | 2 ( Alemanya, Itàlia)               |                                                                |
| Places per posició a la lliga segons coeficient UEFA de les lligues            |                                     |                                                                |
| Lligues 1a - 4a: Anglaterra Espanya Alemanya Itàlia                            | 4                                   |                                                                |
| Lliga 5a: França                                                               | 3                                   | 1 (3a ronda ruta de les lligues)                               |
| Lliga 6a: Països Baixos                                                        | 2                                   | 1 (3a ronda ruta de les lligues)                               |
| Lligues 7a - 9a: Portugal Bèlgica Escòcia                                      | 1                                   | 1 (3a ronda ruta de les lligues)                               |
| Lliga 10a: Àustria                                                             | 1                                   | 1 (2a ronda ruta de les lligues)                               |
| Lligues 11a - 14a: Sèrbia Turquia Suïssa Ucraïna                               |                                     | 2 (1r: ronda de play-off i 2n: 2a ronda ruta de les lligues)   |
| Lliga 15a: Txèquia                                                             |                                     | 2 (2a ronda. 1r: ruta dels campions i 2n: ruta de les lligues) |
| Lligues 16a - 24a                                                              |                                     | 1 (2a ronda ruta dels campions)                                |
| Lligues 25a - 55a                                                              |                                     | 1 (1a ronda ruta dels campions)                                |

Degut a la suspensió de Rússia, les lligues 23a i 24a passen a classificar a 2a ronda ruta dels campions en comptes de a la 1a com ja s'indica als quadres anteriors.
A més a més, els coeficients de club de la UEFA poden modificar la taula quan hi ha places sobreres per ocupar, fent-los avançar en rondes més si són els que tenen un coeficient més alt del seu nivell. En aquesta edició: com que el Reial Madrid, campió de la Lliga de Campions anterior (LLC), ja havia classificat per via de la seva lliga domèstica, produeix els següents canvis:
- El Xakhtar Donetsk ucraïnès que hauria de començar a la ronda de Play-off passa directament a la Fase de Grups per ser el club de la ruta dels campions amb major coeficient UEFA.
- El Dinamo de Zagreb croata que hauria de començar a la 2a ronda passa directament a la ronda de Play-off per ser el club amb major coeficient UEFA de la ronda on havia de començar.
- El Qarabağ d'Azerbaijan i el Ferencváros hongarès que haurien de començar a la 1a ronda passen directament a 2a ronda per ser els clubs amb major coeficient UEFA de la ronda on havien de començar.

Com que l'Atalanta, campió de l'Europa League anterior (EL), ja havia classificat per via de la seva lliga domèstica, produeix els següents canvis:
- El Benfica portuguès que hauria de començar a la 3a ronda de la ruta de les lligues passa directament a la Fase de Grups per ser el club de la ruta de les lligues amb major coeficient UEFA.
- El Red Bull Salzburg austríac i l'Slavia Praga txec que haurien de començar a la 2a ronda de la ruta de les lligues passen directament a 3a ronda per ser els clubs amb major coeficient UEFA de la ronda on havien de començar.

## Equips
| Bayer Leverkusen (1r)     | Atalanta (EL/4t)      | Girona FC (3r)           | Club Bruges (1r)     |
| VfB Stuttgart (2n)        | Bologna FC (5è)EPS    | Atlètic de Madrid (4t)   | Celtic (1r)          |
| FC Bayern de Múnic (3r)   | Manchester City (1r)  | Paris Saint-Germain (1r) | Sturm Graz (1r)      |
| RB Leipzig (4t)           | Arsenal FC (2n)       | Mònaco (2n)              | Xakhtar Donetsk (1r) |
| Borussia Dortmund (5è)EPS | Liverpool FC (3r)     | Brest (3r)               | Benfica (2n)         |
| Inter de Milà (1r)        | Aston Villa FC (4t)   | PSV Eindhoven (1r)       |                      |
| AC Milan (2n)             | Reial Madrid (LLC/1r) | Feyenoord (2n)           |                      |
| Juventus FC (3r)          | FC Barcelona (2n)     | Sporting CP (1r)         |                      |

| Ruta dels Campions (10 equips) | Ruta dels Campions (10 equips) | Ruta dels Campions (10 equips) | Ruta dels Campions (10 equips) | Ruta de les Lligues (4 equips) | Ruta de les Lligues (4 equips) | Ruta de les Lligues (4 equips) | Ruta de les Lligues (4 equips) |
| ------------------------------ | ------------------------------ | ------------------------------ | ------------------------------ | ------------------------------ | ------------------------------ | ------------------------------ | ------------------------------ |
| Estrella Roja                  | Galatasaray                    | Young Boys                     | Dinamo Zagreb                  |                                |                                |                                |                                |

| Ruta dels Campions (12 equips) | Ruta dels Campions (12 equips) | Ruta dels Campions (12 equips) | Ruta de les Lligues (8 equips) | Ruta de les Lligues (8 equips) | Ruta de les Lligues (8 equips) |
| ------------------------------ | ------------------------------ | ------------------------------ | ------------------------------ | ------------------------------ | ------------------------------ |
|                                |                                |                                | Lille OSC (4t)                 | Union Saint-Gilloise (2n)      | Red Bull Salzburg (2n)         |
| FC Twente (3r)                 | Rangers (2n)                   | Slavia Praga (2n)              |                                |                                |                                |

| Ruta dels Campions (24 equips) | Ruta dels Campions (24 equips) | Ruta de les Lligues (4 equips) | Ruta de les Lligues (4 equips) |
| ------------------------------ | ------------------------------ | ------------------------------ | ------------------------------ |
| APOEL Nicòsia                  | Bodø/Glimt                     | FC Dinamo de Kíiv (2n)         | FC Lugano (2n)                 |
| PAOK                           | FC Midtjylland                 | Fenerbahçe SK (2n)             | Partizan (2n)                  |
| Sparta Praga                   | Qarabağ                        |                                |                                |
| Maccabi Tel Aviv               | Malmö FF                       |                                |                                |
| Ferencváros                    | Jagiellonia Białystok          |                                |                                |

| Ruta dels Campions (28 equips) | Ruta dels Campions (28 equips) | Ruta dels Campions (28 equips) | Ruta dels Campions (28 equips) |
| ------------------------------ | ------------------------------ | ------------------------------ | ------------------------------ |
| FC Steaua Bucureşti            | Ludogorets                     | Slovan Bratislava              | Ordabasy                       |
| Celje                          | Petrocub Hîncești              | FC Balkkani                    | FK RFS                         |
| Shamrock Rovers                | HJK                            | Panevėžys                      | Pyunik                         |
| Dinamo Minsk                   | Borac Banja Luka               | Differdange 03                 | Kí                             |
| Larne FC                       | Ħamrun Spartans                | Dinamo Batumi                  | Flora Tallinn                  |
| Víkingur Reykjavík             | Egnatia                        | The New Saints                 | Lincoln Red Imps               |
| FC Struga                      | UE Santa Coloma                | FK Dečić                       | Virtus                         |

## Fase de lliga

### Pots
| Pot 1 - Reial Madrid CC: 136.000 - Manchester City CC: 148.000 - Bayern de Múnic CC: 144.000 - Paris Saint-Germain FC CC: 116.000 - Liverpool FC CC: 114.000 - Inter de Milà CC: 101.000 - Borussia Dortmund CC: 97.000 - RB Leipzig CC: 97.000 - FC Barcelona CC: 91.000 | Pot 2 - Bayer Leverkusen CC: 90.000 - Atlètic de Madrid CC: 89.000 - Atalanta BC CC: 81.000 - Juventus FC CC: 80.000 - Benfica CC: 79.000 - Arsenal FC CC: 72.000 - Club Bruges CC: 64.000 - Xakhtar Donetsk CC: 63.000 - AC Milan CC: 59.000 | Pot 3 - Feyenoord CC: 57.000 - Sporting CP CC: 54.500 - PSV Eindhoven CC: 54.000 - Dinamo Zagreb CC: 50.000 - Red Bull Salzburg CC: 50.000 - Lille OSC CC: 47.000 - Estrella Roja CC: 40.000 - Young Boys CC: 34.500 - Celtic FC CC: 32.000 | Pot 4 - Slovan Bratislava CC: 30.500 - Mònaco CC: 24.000 - Sparta Praga CC: 22.500 - Aston Villa CC: 20.860 - Bologna FC 1909 CC: 18.056 - Girona FC CC: 17.897 - VfB Stuttgart CC: 17.324 - Sturm Graz CC: 14.500 - Brest CC: 13.366 |

### Sorteig
| Club                     | Pot 1                  | Pot 1                  | Pot 2             | Pot 2             | Pot 3                    | Pot 3                    | Pot 4             | Pot 4             |
| Club                     | Local                  | Visitant               | Local             | Visitant          | Local                    | Visitant                 | Local             | Visitant          |
| ------------------------ | ---------------------- | ---------------------- | ----------------- | ----------------- | ------------------------ | ------------------------ | ----------------- | ----------------- |
| Reial Madrid             | Borussia Dortmund      | Liverpool FC           | AC Milan          | Atalanta BC       | Red Bull Salzburg        | Lille OSC                | VfB Stuttgart     | Brest             |
| Manchester City          | Inter de Milà          | Paris Saint-Germain FC | Club Brugge       | Juventus FC       | Feyenoord                | Sporting CP              | Sparta de Praga   | Slovan Bratislava |
| Bayern de Múnic          | Paris Saint-Germain FC | FC Barcelona           | SL Benfica        | Xakhtar Donetsk   | Dinamo Zagreb            | Feyenoord                | Slovan Bratislava | Aston Villa FC    |
| Paris Saint-Germain FC   | Manchester City FC     | Bayern de Múnic        | Atlètic de Madrid | Arsenal FC        | PSV Eindhoven            | Red Bull Salzburg        | Girona FC         | VfB Stuttgart     |
| Liverpool FC             | Reial Madrid           | RB Leipzig             | Bayer Leverkusen  | AC Milan          | Lille OSC                | PSV Eindhoven            | Bologna FC 1909   | Girona FC         |
| Inter de Milà            | RB Leipzig             | Manchester City FC     | Arsenal FC        | Bayer Leverkusen  | Estrella Roja de Belgrad | Young Boys               | AS Monaco         | Sparta de Praga   |
| Borussia Dortmund        | FC Barcelona           | Reial Madrid           | Xakhtar Donetsk   | Club Brugge       | Celtic FC                | Dinamo Zagreb            | Sturm Graz        | Bologna FC 1909   |
| RB Leipzig               | Liverpool FC           | Inter de Milà          | Juventus FC       | Atlètic de Madrid | Sporting CP              | Celtic FC                | Aston Villa FC    | Sturm Graz        |
| FC Barcelona             | Bayern de Múnic        | Borussia Dortmund      | Atalanta BC       | Benfica           | Young Boys               | Estrella Roja de Belgrad | Brest             | AS Monaco         |
|                          |                        |                        |                   |                   |                          |                          |                   |                   |
| Bayer Leverkusen         | Inter de Milà          | Liverpool FC           | AC Milan          | Atlètic de Madrid | Red Bull Salzburg        | Feyenoord                | Sparta de Praga   | Brest             |
| Atlètic de Madrid        | RB Leipzig             | Paris Saint-Germain FC | Bayer Leverkusen  | SL Benfica        | Lille OSC                | Red Bull Salzburg        | Slovan Bratislava | Sparta de Praga   |
| Atalanta BC              | Reial Madrid           | FC Barcelona           | Arsenal FC        | Xakhtar Donetsk   | Celtic FC                | Young Boys               | Sturm Graz        | VfB Stuttgart     |
| Juventus FC              | Manchester City FC     | RB Leipzig             | SL Benfica        | Club Brugge       | PSV Eindhoven            | Lille OSC                | VfB Stuttgart     | Aston Villa FC    |
| SL Benfica               | FC Barcelona           | Bayern de Múnic        | Atlètic de Madrid | Juventus FC       | Feyenoord                | Estrella Roja de Belgrad | Bologna FC 1909   | AS Monaco         |
| Arsenal FC               | Paris Saint-Germain FC | Inter de Milà          | Xakhtar Donetsk   | Atalanta BC       | Dinamo Zagreb            | Sporting CP              | AS Monaco         | Girona FC         |
| Club Brugge              | Borussia Dortmund      | Manchester City FC     | Juventus FC       | AC Milan          | Sporting CP              | Celtic FC                | Aston Villa FC    | Sturm Graz        |
| Xakhtar Donetsk          | Bayern de Múnic        | Borussia Dortmund      | Atalanta BC       | Arsenal FC        | Young Boys               | PSV Eindhoven            | Brest             | Bologna FC 1909   |
| AC Milan                 | Liverpool FC           | Reial Madrid           | Club Brugge       | Bayer Leverkusen  | Estrella Roja de Belgrad | Dinamo Zagreb            | Girona FC         | Slovan Bratislava |
|                          |                        |                        |                   |                   |                          |                          |                   |                   |
| Feyenoord                | Bayern de Múnic        | Manchester City FC     | Bayer Leverkusen  | SL Benfica        | Red Bull Salzburg        | Lille OSC                | Sparta de Praga   | Girona FC         |
| Sporting CP              | Manchester City FC     | RB Leipzig             | Arsenal FC        | Club Brugge       | Lille OSC                | PSV Eindhoven            | Bologna FC 1909   | Sturm Graz        |
| PSV Eindhoven            | Liverpool FC           | Paris Saint-Germain FC | Xakhtar Donetsk   | Juventus FC       | Sporting CP              | Estrella Roja de Belgrad | Girona FC         | Brest             |
| Dinamo Zagreb            | Borussia Dortmund      | Bayern de Múnic        | AC Milan          | Arsenal FC        | Celtic FC                | Red Bull Salzburg        | AS Monaco         | Slovan Bratislava |
| Red Bull Salzburg        | Paris Saint-Germain FC | Reial Madrid           | Atlètic de Madrid | Bayer Leverkusen  | Dinamo Zagreb            | Feyenoord                | Brest             | Sparta de Praga   |
| Lille OSC                | Reial Madrid           | Liverpool FC           | Juventus FC       | Atlètic de Madrid | Feyenoord                | Sporting CP              | Sturm Graz        | Bologna FC 1909   |
| Estrella Roja de Belgrad | FC Barcelona           | Inter de Milà          | SL Benfica        | AC Milan          | PSV Eindhoven            | Young Boys               | VfB Stuttgart     | AS Monaco         |
| Young Boys               | Inter de Milà          | FC Barcelona           | Atalanta BC       | Xakhtar Donetsk   | Estrella Roja de Belgrad | Celtic FC                | Aston Villa FC    | VfB Stuttgart     |
| Celtic FC                | RB Leipzig             | Borussia Dortmund      | Club Brugge       | Atalanta BC       | Young Boys               | Dinamo Zagreb            | Slovan Bratislava | Aston Villa FC    |
|                          |                        |                        |                   |                   |                          |                          |                   |                   |
| Slovan Bratislava        | Manchester City FC     | Bayern de Múnic        | AC Milan          | Atlètic de Madrid | Dinamo Zagreb            | Celtic FC                | VfB Stuttgart     | Girona FC         |
| AS Monaco                | FC Barcelona           | Inter de Milà          | SL Benfica        | Arsenal FC        | Estrella Roja de Belgrad | Dinamo Zagreb            | Aston Villa FC    | Bologna FC 1909   |
| Sparta de Praga          | Inter de Milà          | Manchester City FC     | Atlètic de Madrid | Bayer Leverkusen  | Red Bull Salzburg        | Feyenoord                | Brest             | VfB Stuttgart     |
| Aston Villa FC           | Bayern de Múnic        | RB Leipzig             | Juventus FC       | Club Brugge       | Celtic FC                | Young Boys               | Bologna FC 1909   | AS Monaco         |
| Bologna FC 1909          | Borussia Dortmund      | Liverpool FC           | Xakhtar Donetsk   | SL Benfica        | Lille OSC                | Sporting CP              | AS Monaco         | Aston Villa FC    |
| Girona FC                | Liverpool FC           | Paris Saint-Germain FC | Arsenal FC        | AC Milan          | Feyenoord                | PSV Eindhoven            | Slovan Bratislava | Sturm Graz        |
| VfB Stuttgart            | Paris Saint-Germain FC | Reial Madrid           | Atalanta BC       | Juventus FC       | Young Boys               | Estrella Roja de Belgrad | Sparta de Praga   | Slovan Bratislava |
| Sturm Graz               | RB Leipzig             | Borussia Dortmund      | Club Brugge       | Atalanta BC       | Sporting CP              | Lille OSC                | Girona FC         | Brest             |
| Brest                    | Reial Madrid           | FC Barcelona           | Bayer Leverkusen  | Xakhtar Donetsk   | PSV Eindhoven            | Red Bull Salzburg        | Sturm Graz        | Sparta de Praga   |

### Resultats
| Jornada 1              | Jornada 1 | Jornada 1         | Jornada 1           | Jornada 1      | Jornada 1 |
| Local                  | Resultat  | Visitant          | Estadi              | Data           | Hora      |
| ---------------------- | --------- | ----------------- | ------------------- | -------------- | --------- |
| Juventus FC            | 3–1       | PSV Eindhoven     | Allianz Stadium     | 17 de setembre | 18:45     |
| Young Boys             | 0–3       | Aston Villa       | Stadion Wankdorf    | 17 de setembre | 18:45     |
| Bayern de Múnic        | 9–2       | Dinamo Zagreb     | Allianz Arena       | 17 de setembre | 21:00     |
| AC Milan               | 1–3       | Liverpool FC      | San Siro            | 17 de setembre | 21:00     |
| Reial Madrid           | 3–1       | VfB Stuttgart     | Santiago Bernabéu   | 17 de setembre | 21:00     |
| Sporting CP            | 2–0       | Lille OSC         | José Alvalade       | 17 de setembre | 21:00     |
| Bologna FC             | 0–0       | Xakhtar Donetsk   | Renato Dall'Ara     | 18 de setembre | 18:45     |
| Sparta Praga           | 3–0       | Red Bull Salzburg | Generali Arena      | 18 de setembre | 18:45     |
| Club Bruges            | 0–3       | Borussia Dortmund | Jan Breydel         | 18 de setembre | 21:00     |
| Celtic FC              | 5–1       | Slovan Bratislava | Celtic Park         | 18 de setembre | 21:00     |
| Manchester City        | 0–0       | Inter de Milà     | Etihad Stadium      | 18 de setembre | 21:00     |
| Paris Saint-Germain FC | 1–0       | Girona FC         | Parc dels Prínceps  | 18 de setembre | 21:00     |
| Estrella Roja          | 1–2       | SL Benfica        | Rajko Mitić         | 19 de setembre | 18:45     |
| Feyenoord              | 0–4       | Bayer Leverkusen  | Stadion Feijenoord  | 19 de setembre | 18:45     |
| Atalanta BC            | 0–0       | Arsenal FC        | Gewiss Stadium      | 19 de setembre | 21:00     |
| Atlètic de Madrid      | 2–1       | RB Leipzig        | Metropolità         | 19 de setembre | 21:00     |
| Brest                  | 2–1       | Sturm Graz        | Estadi de Roudourou | 19 de setembre | 21:00     |
| AS Monaco              | 2–1       | FC Barcelona      | Lluís II            | 19 de setembre | 21:00     |

| Jornada 2         | Jornada 2 | Jornada 2              | Jornada 2              | Jornada 2   | Jornada 2 |
| Local             | Resultat  | Visitant               | Estadi                 | Data        | Hora      |
| ----------------- | --------- | ---------------------- | ---------------------- | ----------- | --------- |
| Red Bull Salzburg | 0–4       | Brest                  | Red Bull Arena         | 1 d'octubre | 18:45     |
| VfB Stuttgart     | 1–1       | Sparta Praga           | MHPArena               | 1 d'octubre | 18:45     |
| Arsenal FC        | 2–0       | Paris Saint-Germain FC | Emirates Stadium       | 1 d'octubre | 21:00     |
| FC Barcelona      | 5–0       | Young Boys             | Olímpic Lluís Companys | 1 d'octubre | 21:00     |
| Bayer Leverkusen  | 1–0       | AC Milan               | BayArena               | 1 d'octubre | 21:00     |
| Borussia Dortmund | 7–1       | Celtic FC              | Signal Iduna Park      | 1 d'octubre | 21:00     |
| Inter de Milà     | 4–0       | Estrella Roja          | Giuseppe Meazza        | 1 d'octubre | 21:00     |
| PSV Eindhoven     | 1–1       | Sporting CP            | Philips Stadion        | 1 d'octubre | 21:00     |
| Slovan Bratislava | 0–4       | Manchester City        | Tehelné pole           | 1 d'octubre | 21:00     |
| Girona FC         | 2–3       | Feyenoord              | Montilivi              | 2 d'octubre | 18:45     |
| Xakhtar Donetsk   | 0–3       | Atalanta BC            | Veltins-Arena          | 2 d'octubre | 18:45     |
| Aston Villa       | 1–0       | Bayern de Múnic        | Villa Park             | 2 d'octubre | 21:00     |
| SL Benfica        | 4–0       | Atlètic de Madrid      | Da Luz                 | 2 d'octubre | 21:00     |
| Dinamo Zagreb     | 2–2       | AS Monaco              | Maksimir               | 2 d'octubre | 21:00     |
| RB Leipzig        | 2–3       | Juventus FC            | Red Bull Arena         | 2 d'octubre | 21:00     |
| Lille OSC         | 1–0       | Reial Madrid           | Pierre-Mauroy          | 2 d'octubre | 21:00     |
| Liverpool FC      | 2–0       | Bologna FC             | Anfield                | 2 d'octubre | 21:00     |
| Sturm Graz        | 0–1       | Club Bruges            | Merkur Arena           | 2 d'octubre | 21:00     |

| Jornada 3              | Jornada 3 | Jornada 3         | Jornada 3              | Jornada 3    | Jornada 3 |
| Local                  | Resultat  | Visitant          | Estadi                 | Data         | Hora      |
| ---------------------- | --------- | ----------------- | ---------------------- | ------------ | --------- |
| AC Milan               | 3–1       | Club Bruges       | San Siro               | 22 d'octubre | 18:45     |
| AS Monaco              | 5–1       | Estrella Roja     | Lluís II               | 22 d'octubre | 18:45     |
| Arsenal FC             | 1–0       | Xakhtar Donetsk   | Emirates Stadium       | 22 d'octubre | 21:00     |
| Aston Villa            | 2–0       | Bologna FC        | Villa Park             | 22 d'octubre | 21:00     |
| Girona FC              | 2–0       | Slovan Bratislava | Montilivi              | 22 d'octubre | 21:00     |
| Juventus FC            | 0–1       | VfB Stuttgart     | Allianz Stadium        | 22 d'octubre | 21:00     |
| Paris Saint-Germain FC | 1–1       | PSV Eindhoven     | Parc dels Prínceps     | 22 d'octubre | 21:00     |
| Reial Madrid           | 5–2       | Borussia Dortmund | Santiago Bernabéu      | 22 d'octubre | 21:00     |
| Sturm Graz             | 0–2       | Sporting CP       | Merkur Arena           | 22 d'octubre | 21:00     |
| Atalanta BC            | 0–0       | Celtic FC         | Gewiss Stadium         | 23 d'octubre | 18:45     |
| Brest                  | 1–1       | Bayer Leverkusen  | Estadi de Roudourou    | 23 d'octubre | 18:45     |
| Atlètic de Madrid      | 1–3       | Lille OSC         | Metropolità            | 23 d'octubre | 21:00     |
| FC Barcelona           | 4–1       | Bayern de Múnic   | Olímpic Lluís Companys | 23 d'octubre | 21:00     |
| SL Benfica             | 1–3       | Feyenoord         | Da Luz                 | 23 d'octubre | 21:00     |
| RB Leipzig             | 0–1       | Liverpool FC      | Red Bull Arena         | 23 d'octubre | 21:00     |
| Manchester City        | 5–0       | Sparta Praga      | Etihad Stadium         | 23 d'octubre | 21:00     |
| Red Bull Salzburg      | 0–2       | Dinamo Zagreb     | Red Bull Arena         | 23 d'octubre | 21:00     |
| Young Boys             | 0–1       | Inter de Milà     | Stadion Wankdorf       | 23 d'octubre | 21:00     |

| Jornada 4              | Jornada 4 | Jornada 4         | Jornada 4          | Jornada 4     | Jornada 4 |
| Local                  | Resultat  | Visitant          | Estadi             | Data          | Hora      |
| ---------------------- | --------- | ----------------- | ------------------ | ------------- | --------- |
| PSV Eindhoven          | 4–0       | Girona FC         | Philips Stadion    | 5 de novembre | 18:45     |
| Slovan Bratislava      | 1–4       | Dinamo Zagreb     | Tehelné pole       | 5 de novembre | 18:45     |
| Bologna FC             | 0–1       | AS Monaco         | Renato Dall'Ara    | 5 de novembre | 21:00     |
| Borussia Dortmund      | 1–0       | Sturm Graz        | Signal Iduna Park  | 5 de novembre | 21:00     |
| Celtic FC              | 3–1       | RB Leipzig        | Celtic Park        | 5 de novembre | 21:00     |
| Lille OSC              | 1–1       | Juventus FC       | Pierre-Mauroy      | 5 de novembre | 21:00     |
| Liverpool FC           | 4–0       | Bayer Leverkusen  | Anfield            | 5 de novembre | 21:00     |
| Reial Madrid           | 1–3       | AC Milan          | Santiago Bernabéu  | 5 de novembre | 21:00     |
| Sporting CP            | 4–1       | Manchester City   | José Alvalade      | 5 de novembre | 21:00     |
| Club Bruges            | 1–0       | Aston Villa       | Jan Breydel        | 6 de novembre | 18:45     |
| Xakhtar Donetsk        | 2–1       | Young Boys        | Veltins-Arena      | 6 de novembre | 18:45     |
| Bayern de Múnic        | 1–0       | SL Benfica        | Allianz Arena      | 6 de novembre | 21:00     |
| Estrella Roja          | 2–5       | FC Barcelona      | Rajko Mitić        | 6 de novembre | 21:00     |
| Feyenoord              | 1–3       | Red Bull Salzburg | Stadion Feijenoord | 6 de novembre | 21:00     |
| Inter de Milà          | 1–0       | Arsenal FC        | Giuseppe Meazza    | 6 de novembre | 21:00     |
| Paris Saint-Germain FC | 1–2       | Atlètic de Madrid | Parc dels Prínceps | 6 de novembre | 21:00     |
| Sparta Praga           | 1–2       | Brest             | Generali Arena     | 6 de novembre | 21:00     |
| VfB Stuttgart          | 0–2       | Atalanta BC       | MHPArena           | 6 de novembre | 21:00     |

| Jornada 5         | Jornada 5 | Jornada 5              | Jornada 5              | Jornada 5      | Jornada 5 |
| Local             | Resultat  | Visitant               | Estadi                 | Data           | Hora      |
| ----------------- | --------- | ---------------------- | ---------------------- | -------------- | --------- |
| Slovan Bratislava | 2–3       | AC Milan               | Tehelné pole           | 26 de novembre | 18:45     |
| Sparta Praga      | 0–6       | Atlètic de Madrid      | Generali Arena         | 26 de novembre | 18:45     |
| Manchester City   | 3–3       | Feyenoord              | Etihad Stadium         | 26 de novembre | 21:00     |
| Bayern de Múnic   | 1–0       | Paris Saint-Germain FC | Allianz Arena          | 26 de novembre | 21:00     |
| Inter de Milà     | 1–0       | RB Leipzig             | Giuseppe Meazza        | 26 de novembre | 21:00     |
| FC Barcelona      | 3–0       | Brest                  | Olímpic Lluís Companys | 26 de novembre | 21:00     |
| Bayer Leverkusen  | 5–0       | Red Bull Salzburg      | BayArena               | 26 de novembre | 21:00     |
| Sporting CP       | 1–5       | Arsenal FC             | José Alvalade          | 26 de novembre | 21:00     |
| Young Boys        | 1–6       | Atalanta BC            | Stadion Wankdorf       | 26 de novembre | 21:00     |
| Estrella Roja     | 5–1       | VfB Stuttgart          | Rajko Mitić            | 27 de novembre | 18:45     |
| Sturm Graz        | 1–0       | Girona FC              | Merkur Arena           | 27 de novembre | 18:45     |
| Liverpool FC      | 2–0       | Reial Madrid           | Anfield                | 27 de novembre | 21:00     |
| PSV Eindhoven     | 3–2       | Xakhtar Donetsk        | Philips Stadion        | 27 de novembre | 21:00     |
| Dinamo Zagreb     | 0–3       | Borussia Dortmund      | Maksimir               | 27 de novembre | 21:00     |
| Celtic FC         | 1–1       | Club Bruges            | Celtic Park            | 27 de novembre | 21:00     |
| AS Monaco         | 2–3       | SL Benfica             | Lluís II               | 27 de novembre | 21:00     |
| Aston Villa       | 0–0       | Juventus FC            | Villa Park             | 27 de novembre | 21:00     |
| Bologna FC        | 1–2       | Lille OSC              | Renato Dall'Ara        | 27 de novembre | 21:00     |

| Jornada 6         | Jornada 6 | Jornada 6              | Jornada 6           | Jornada 6      | Jornada 6 |
| Local             | Resultat  | Visitant               | Estadi              | Data           | Hora      |
| ----------------- | --------- | ---------------------- | ------------------- | -------------- | --------- |
| Dinamo Zagreb     | 0–0       | Celtic FC              | Maksimir            | 10 de desembre | 18:45     |
| Girona FC         | 0–1       | Liverpool FC           | Montilivi           | 10 de desembre | 18:45     |
| RB Leipzig        | 2–3       | Aston Villa            | Red Bull Arena      | 10 de desembre | 21:00     |
| Bayer Leverkusen  | 1–0       | Inter de Milà          | BayArena            | 10 de desembre | 21:00     |
| Atalanta BC       | 2–3       | Reial Madrid           | Gewiss Stadium      | 10 de desembre | 21:00     |
| Club Bruges       | 2–1       | Sporting CP            | Jan Breydel         | 10 de desembre | 21:00     |
| Xakhtar Donetsk   | 1–5       | Bayern de Múnic        | Veltins-Arena       | 10 de desembre | 21:00     |
| Red Bull Salzburg | 0–3       | Paris Saint-Germain FC | Red Bull Arena      | 10 de desembre | 21:00     |
| Brest             | 1–0       | PSV Eindhoven          | Estadi de Roudourou | 10 de desembre | 21:00     |
| Atlètic de Madrid | 3–1       | Slovan Bratislava      | Metropolità         | 11 de desembre | 18:45     |
| Lille OSC         | 3–2       | Sturm Graz             | Pierre-Mauroy       | 11 de desembre | 18:45     |
| Borussia Dortmund | 2–3       | FC Barcelona           | Signal Iduna Park   | 11 de desembre | 21:00     |
| Juventus FC       | 2–0       | Manchester City        | Allianz Stadium     | 11 de desembre | 21:00     |
| SL Benfica        | 0–0       | Bologna FC             | Da Luz              | 11 de desembre | 21:00     |
| Arsenal FC        | 3–0       | AS Monaco              | Emirates Stadium    | 11 de desembre | 21:00     |
| AC Milan          | 2–1       | Estrella Roja          | San Siro            | 11 de desembre | 21:00     |
| Feyenoord         | 4–2       | Sparta Praga           | Stadion Feijenoord  | 11 de desembre | 21:00     |
| VfB Stuttgart     | 5–1       | Young Boys             | MHPArena            | 11 de desembre | 21:00     |

| Jornada 7              | Jornada 7 | Jornada 7         | Jornada 7          | Jornada 7   | Jornada 7 |
| Local                  | Resultat  | Visitant          | Estadi             | Data        | Hora      |
| ---------------------- | --------- | ----------------- | ------------------ | ----------- | --------- |
| AS Monaco              | 1–0       | Aston Villa       | Lluís II           | 21 de gener | 18:45     |
| Atalanta BC            | 5–0       | Sturm Graz        | Gewiss Stadium     | 21 de gener | 18:45     |
| Atlètic de Madrid      | 2–1       | Bayer Leverkusen  | Metropolità        | 21 de gener | 21:00     |
| SL Benfica             | 4–5       | FC Barcelona      | Da Luz             | 21 de gener | 21:00     |
| Bologna FC             | 2–1       | Borussia Dortmund | Renato Dall'Ara    | 21 de gener | 21:00     |
| Club Bruges            | 0–0       | Juventus FC       | Jan Breydel        | 21 de gener | 21:00     |
| Estrella Roja          | 2–3       | PSV Eindhoven     | Rajko Mitić        | 21 de gener | 21:00     |
| Liverpool FC           | 2–1       | Lille OSC         | Anfield            | 21 de gener | 21:00     |
| Slovan Bratislava      | 1–3       | VfB Stuttgart     | Tehelné pole       | 21 de gener | 21:00     |
| RB Leipzig             | 2–1       | Sporting CP       | Red Bull Arena     | 22 de gener | 18:45     |
| Xakhtar Donetsk        | 2–0       | Brest             | Veltins-Arena      | 22 de gener | 18:45     |
| Arsenal FC             | 3–0       | Dinamo Zagreb     | Emirates Stadium   | 22 de gener | 21:00     |
| Celtic FC              | 1–0       | Young Boys        | Celtic Park        | 22 de gener | 21:00     |
| Feyenoord              | 3–0       | Bayern de Múnic   | Stadion Feijenoord | 22 de gener | 21:00     |
| AC Milan               | 1–0       | Girona FC         | San Siro           | 22 de gener | 21:00     |
| Paris Saint-Germain FC | 4–2       | Manchester City   | Parc dels Prínceps | 22 de gener | 21:00     |
| Reial Madrid           | 5–1       | Red Bull Salzburg | Santiago Bernabéu  | 22 de gener | 21:00     |
| Sparta Praga           | 0–1       | Inter de Milà     | Generali Arena     | 22 de gener | 21:00     |

| Jornada 8         | Jornada 8 | Jornada 8              | Jornada 8              | Jornada 8   | Jornada 8 |
| Local             | Resultat  | Visitant               | Estadi                 | Data        | Hora      |
| ----------------- | --------- | ---------------------- | ---------------------- | ----------- | --------- |
| Aston Villa       | 4–2       | Celtic FC              | Villa Park             | 28 de gener | 21:00     |
| FC Barcelona      | 2–2       | Atalanta BC            | Olímpic Lluís Companys | 28 de gener | 21:00     |
| Bayer Leverkusen  | 2–0       | Sparta Praga           | BayArena               | 28 de gener | 21:00     |
| Bayern de Múnic   | 3–1       | Slovan Bratislava      | Allianz Arena          | 28 de gener | 21:00     |
| Borussia Dortmund | 3–1       | Xakhtar Donetsk        | Signal Iduna Park      | 28 de gener | 21:00     |
| Brest             | 0–3       | Reial Madrid           | Estadi de Roudourou    | 28 de gener | 21:00     |
| Dinamo Zagreb     | 2–1       | AC Milan               | Maksimir               | 28 de gener | 21:00     |
| Girona FC         | 1–2       | Arsenal FC             | Montilivi              | 28 de gener | 21:00     |
| Inter de Milà     | 3–0       | AS Monaco              | Giuseppe Meazza        | 28 de gener | 21:00     |
| Juventus FC       | 0–2       | SL Benfica             | Allianz Stadium        | 29 de gener | 18:45     |
| Lille OSC         | 6–1       | Feyenoord              | Pierre-Mauroy          | 29 de gener | 18:45     |
| Manchester City   | 3–1       | Club Bruges            | Etihad Stadium         | 29 de gener | 21:00     |
| PSV Eindhoven     | 3–2       | Liverpool FC           | Philips Stadion        | 29 de gener | 21:00     |
| Red Bull Salzburg | 1–4       | Atlètic de Madrid      | Red Bull Arena         | 29 de gener | 21:00     |
| Sporting CP       | 1–1       | Bologna FC             | José Alvalade          | 29 de gener | 21:00     |
| Sturm Graz        | 1–0       | RB Leipzig             | Merkur Arena           | 29 de gener | 21:00     |
| VfB Stuttgart     | 1–4       | Paris Saint-Germain FC | MHPArena               | 29 de gener | 21:00     |
| Young Boys        | 0–1       | Estrella Roja          | Stadion Wankdorf       | 29 de gener | 21:00     |

### Classificació
| Pos | Equip                  | PJ | PG | PE | PP | GF | GC | DG  | Pts | Classificació                                                   |
| --- | ---------------------- | -- | -- | -- | -- | -- | -- | --- | --- | --------------------------------------------------------------- |
| 1   | Liverpool FC           | 8  | 7  | 0  | 1  | 17 | 5  | +12 | 21  | Classifiquen per als vuitens de final                           |
| 2   | FC Barcelona           | 8  | 6  | 1  | 1  | 28 | 13 | +15 | 19  | Classifiquen per als vuitens de final                           |
| 3   | Arsenal FC             | 8  | 6  | 1  | 1  | 16 | 3  | +13 | 19  | Classifiquen per als vuitens de final                           |
| 4   | Inter de Milà          | 8  | 6  | 1  | 1  | 11 | 1  | +10 | 19  | Classifiquen per als vuitens de final                           |
| 5   | Atlètic de Madrid      | 8  | 6  | 0  | 2  | 20 | 12 | +8  | 18  | Classifiquen per als vuitens de final                           |
| 6   | Bayer Leverkusen       | 8  | 5  | 1  | 2  | 15 | 7  | +8  | 16  | Classifiquen per als vuitens de final                           |
| 7   | Lille OSC              | 8  | 5  | 1  | 2  | 17 | 10 | +7  | 16  | Classifiquen per als vuitens de final                           |
| 8   | Aston Villa            | 8  | 5  | 1  | 2  | 13 | 6  | +7  | 16  | Classifiquen per als vuitens de final                           |
| 9   | Atalanta BC            | 8  | 4  | 3  | 1  | 20 | 6  | +14 | 15  | Classifiquen per als setzens de final (amb tornada de local)    |
| 10  | Borussia Dortmund      | 8  | 5  | 0  | 3  | 22 | 12 | +10 | 15  | Classifiquen per als setzens de final (amb tornada de local)    |
| 11  | Reial Madrid           | 8  | 5  | 0  | 3  | 20 | 12 | +8  | 15  | Classifiquen per als setzens de final (amb tornada de local)    |
| 12  | Bayern de Múnic        | 8  | 5  | 0  | 3  | 20 | 12 | +8  | 15  | Classifiquen per als setzens de final (amb tornada de local)    |
| 13  | AC Milan               | 8  | 5  | 0  | 3  | 14 | 11 | +3  | 15  | Classifiquen per als setzens de final (amb tornada de local)    |
| 14  | PSV Eindhoven          | 8  | 4  | 2  | 2  | 16 | 12 | +4  | 14  | Classifiquen per als setzens de final (amb tornada de local)    |
| 15  | Paris Saint-Germain FC | 8  | 4  | 1  | 3  | 14 | 9  | +5  | 13  | Classifiquen per als setzens de final (amb tornada de local)    |
| 16  | SL Benfica             | 8  | 4  | 1  | 3  | 16 | 12 | +4  | 13  | Classifiquen per als setzens de final (amb tornada de local)    |
| 17  | AS Monaco              | 8  | 4  | 1  | 3  | 13 | 13 | 0   | 13  | Classifiquen per als setzens de final (amb tornada de visitant) |
| 18  | Brest                  | 8  | 4  | 1  | 3  | 10 | 11 | −1  | 13  | Classifiquen per als setzens de final (amb tornada de visitant) |
| 19  | Feyenoord              | 8  | 4  | 1  | 3  | 18 | 21 | −3  | 13  | Classifiquen per als setzens de final (amb tornada de visitant) |
| 20  | Juventus FC            | 8  | 3  | 3  | 2  | 9  | 7  | +2  | 12  | Classifiquen per als setzens de final (amb tornada de visitant) |
| 21  | Celtic FC              | 8  | 3  | 3  | 2  | 13 | 14 | −1  | 12  | Classifiquen per als setzens de final (amb tornada de visitant) |
| 22  | Manchester City        | 8  | 3  | 2  | 3  | 18 | 14 | +4  | 11  | Classifiquen per als setzens de final (amb tornada de visitant) |
| 23  | Sporting CP            | 8  | 3  | 2  | 3  | 13 | 12 | +1  | 11  | Classifiquen per als setzens de final (amb tornada de visitant) |
| 24  | Club Bruges            | 8  | 3  | 2  | 3  | 7  | 11 | −4  | 11  | Classifiquen per als setzens de final (amb tornada de visitant) |
| 25  | Dinamo Zagreb          | 8  | 3  | 2  | 3  | 12 | 19 | −7  | 11  |                                                                 |
| 26  | VfB Stuttgart          | 8  | 3  | 1  | 4  | 13 | 17 | −4  | 10  |                                                                 |
| 27  | Xakhtar Donetsk        | 8  | 2  | 1  | 5  | 8  | 16 | −8  | 7   |                                                                 |
| 28  | Bologna FC 1909        | 8  | 1  | 3  | 4  | 4  | 9  | −5  | 6   |                                                                 |
| 29  | Estrella Roja          | 8  | 2  | 0  | 6  | 13 | 22 | −9  | 6   |                                                                 |
| 30  | Sturm Graz             | 8  | 2  | 0  | 6  | 5  | 14 | −9  | 6   |                                                                 |
| 31  | Sparta Praga           | 8  | 1  | 1  | 6  | 7  | 21 | −14 | 4   |                                                                 |
| 32  | RB Leipzig             | 8  | 1  | 0  | 7  | 8  | 15 | −7  | 3   |                                                                 |
| 33  | Girona FC              | 8  | 1  | 0  | 7  | 5  | 13 | −8  | 3   |                                                                 |
| 34  | Red Bull Salzburg      | 8  | 1  | 0  | 7  | 5  | 27 | −22 | 3   |                                                                 |
| 35  | Slovan Bratislava      | 8  | 0  | 0  | 8  | 7  | 27 | −20 | 0   |                                                                 |
| 36  | Young Boys             | 8  | 0  | 0  | 8  | 3  | 24 | −21 | 0   |                                                                 |

## Fase final
A la fase final, els equips s'enfronten a dos partits a casa i a fora, excepte la final d'un partit. L'estructura de quadre per a la fase eliminatòria està parcialment fixada a partir de la classificació final dels equips a la fase de lliga. Equips de la mateixa lliga nacional poden enfrontar-se a qualsevol ronda, així com també poden enfrontar-se amb rivals amb els que ja han jugat a la fase de lliga. El mecanisme dels sortejos per a cada ronda és el següent:
- En el sorteig dels setzens de final, els vuit equips que acaben la fase de lliga entre les posicions 9 a 16 són caps de sèrie i s'enfronten als equips que han finalitzat la fase de lliga entre les posicions 17 a 24. Tant el bombo dels caps de sèrie com el dels que no, estan seccionats en 4 subgrups depenent de la seva posició a la lliga (9è i 10è, 11è i 12è, ...) i el sorteig es fa de manera que cada subgrup de caps de sèrie només pugui emparellar-se amb un subgrup de no caps de sèrie; així doncs, cada equip té només dos possibles rivals. Els caps de sèrie juguen el partit de tornada com a locals.
- En el sorteig dels vuitens de final els vuit equips que acaben la fase de lliga a les posicions de 1 a 8 són caps de sèrie i s'enfronten als equips que han superat la ronda dels setzens de final. De nou, el bombo dels caps de sèrie i està seccionat en 4 subgrups depenent de la seva posició a la lliga (1r i 2n, 3r i 4t, ...) i el sorteig es fa de manera que cada subgrup de caps de sèrie només pugui emparellar-se amb un subgrup de no caps de sèrie; així doncs, cada equip té només dos possibles rivals. Els caps de sèrie juguen el partit de tornada com a locals.
- En el sorteig de quarts de final i rondes subsegüents, els enfrontaments venen determinats pel quadre del torneig i les rondes anteriors. Tan sols es sorteja quins equips juguen l'anada com a local, així com qui actuarà com a local a la final (només amb efectes administratius ja que es juga en camp neutral).

El sorteig de setzens de final es realitza el divendres 31 de gener de 2025 a les 12:00 CET a Nyon, mentre que el de vuitens de final i rondes següents es determina el divendres 21 de febrer de 2025 també a les 12:00 CET a Nyon.

### Quadre
|  |                  |                      |                  |                  |                  |  |                         |                  |                   |                  |                      |                  |   |   |                 |                     |                 |                 |                 |  |  |            |            |            |            |            |  |  |       |       |       |
|  | Setzens de final | Setzens de final     | Setzens de final | Setzens de final | Setzens de final |  |                         | Vuitens de final | Vuitens de final  | Vuitens de final | Vuitens de final     | Vuitens de final |   |   | Quarts de final | Quarts de final     | Quarts de final | Quarts de final | Quarts de final |  |  | Semifinals | Semifinals | Semifinals | Semifinals | Semifinals |  |  | Final | Final | Final |
|  | Setzens de final | Setzens de final     | Setzens de final | Setzens de final | Setzens de final |  |                         | Vuitens de final | Vuitens de final  | Vuitens de final | Vuitens de final     | Vuitens de final |   |   | Quarts de final | Quarts de final     | Quarts de final | Quarts de final | Quarts de final |  |  | Semifinals | Semifinals | Semifinals | Semifinals | Semifinals |  |  | Final | Final | Final |
|  |                  |                      |                  |                  |                  |  |                         |                  |                   |                  |                      |                  |   |   |                 |                     |                 |                 |                 |  |  |            |            |            |            |            |  |  |       |       |       |
|  |                  |                      |                  |                  |                  |  |                         |                  |                   |                  |                      |                  |   |   |                 |                     |                 |                 |                 |  |  |            |            |            |            |            |  |  |       |       |       |
|  |                  |                      |                  |                  |                  |  | PSV Eindhoven           | 1                | 2                 | 3                |                      |                  |   |   |                 |                     |                 |                 |                 |  |  |            |            |            |            |            |  |  |       |       |       |
|  |                  |                      |                  |                  |                  |  |                         | 1                | 2                 | 3                |                      |                  |   |   |                 |                     |                 |                 |                 |  |  |            |            |            |            |            |  |  |       |       |       |
|  | 20è              | Juventus FC          | 2                | 1                | 3                |  |                         | 3r               | Arsenal FC        | 7                | 2                    | 9                |   |   |                 |                     |                 |                 |                 |  |  |            |            |            |            |            |  |  |       |       |       |
|  | 20è              | Juventus FC          | 2                | 1                | 3                |  |                         | 3r               | Arsenal FC        | 7                | 2                    | 9                |   |   |                 | Arsenal FC          | 3               | 2               | 5               |  |  |            |            |            |            |            |  |  |       |       |       |
|  | 14è              | PSV Eindhoven (prò.) | 1                | 3                | 4                |  |                         |                  |                   |                  |                      |                  |   |   |                 | Arsenal FC          | 3               | 2               | 5               |  |  |            |            |            |            |            |  |  |       |       |       |
|  | 14è              | PSV Eindhoven (prò.) | 1                | 3                | 4                |  |                         |                  |                   |                  | Reial Madrid         | 0                | 1 | 1 |                 |                     |                 |                 |                 |  |  |            |            |            |            |            |  |  |       |       |       |
|  |                  |                      |                  |                  |                  |  | Reial Madrid (p)        | 2                | 0                 | 2 (4)            | Reial Madrid         | 0                | 1 | 1 |                 |                     |                 |                 |                 |  |  |            |            |            |            |            |  |  |       |       |       |
|  |                  |                      |                  |                  |                  |  |                         | 2                | 0                 | 2 (4)            |                      |                  |   |   |                 |                     |                 |                 |                 |  |  |            |            |            |            |            |  |  |       |       |       |
|  | 22è              | Manchester City      | 2                | 1                | 3                |  |                         | 5è               | Atlètic de Madrid | 1                | 1                    | 2 (2)            |   |   |                 |                     |                 |                 |                 |  |  |            |            |            |            |            |  |  |       |       |       |
|  | 22è              | Manchester City      | 2                | 1                | 3                |  |                         | 5è               | Atlètic de Madrid | 1                | 1                    | 2 (2)            |   |   |                 | Arsenal FC          | 0               | 1               | 1               |  |  |            |            |            |            |            |  |  |       |       |       |
|  | 11è              | Reial Madrid         | 3                | 3                | 6                |  |                         |                  |                   |                  |                      |                  |   |   |                 |                     |                 |                 |                 |  |  |            |            |            |            |            |  |  |       |       |       |
|  | 11è              | Reial Madrid         | 3                | 3                | 6                |  |                         |                  |                   |                  | Paris Saint-Germain  | 1                | 2 | 3 |                 |                     |                 |                 |                 |  |  |            |            |            |            |            |  |  |       |       |       |
|  |                  |                      |                  |                  |                  |  | Paris Saint-Germain (p) | 0                | 1                 | 1 (4)            | Paris Saint-Germain  | 1                | 2 | 3 |                 |                     |                 |                 |                 |  |  |            |            |            |            |            |  |  |       |       |       |
|  |                  |                      |                  |                  |                  |  |                         | 0                | 1                 | 1 (4)            |                      |                  |   |   |                 |                     |                 |                 |                 |  |  |            |            |            |            |            |  |  |       |       |       |
|  | 18è              | Brest                | 0                | 0                | 0                |  |                         | 1r               | Liverpool FC      | 1                | 1                    | 1 (1)            |   |   |                 |                     |                 |                 |                 |  |  |            |            |            |            |            |  |  |       |       |       |
|  | 18è              | Brest                | 0                | 0                | 0                |  |                         | 1r               | Liverpool FC      | 1                | 1                    | 1 (1)            |   |   |                 | Paris Saint-Germain | 3               | 2               | 5               |  |  |            |            |            |            |            |  |  |       |       |       |
|  | 15è              | Paris Saint-Germain  | 3                | 7                | 10               |  |                         |                  |                   |                  |                      |                  |   |   |                 | Paris Saint-Germain | 3               | 2               | 5               |  |  |            |            |            |            |            |  |  |       |       |       |
|  | 15è              | Paris Saint-Germain  | 3                | 7                | 10               |  |                         |                  |                   |                  | Aston Villa          | 1                | 3 | 4 |                 |                     |                 |                 |                 |  |  |            |            |            |            |            |  |  |       |       |       |
|  |                  |                      |                  |                  |                  |  | Club Bruges             | 1                | 0                 | 1                | Aston Villa          | 1                | 3 | 4 |                 |                     |                 |                 |                 |  |  |            |            |            |            |            |  |  |       |       |       |
|  |                  |                      |                  |                  |                  |  | Club Bruges             | 1                | 0                 | 1                | 31 maig – Múnic      |                  |   |   |                 |                     |                 |                 |                 |  |  |            |            |            |            |            |  |  |       |       |       |
|  | 24è              | Club Bruges          | 2                | 3                | 5                |  |                         | 8è               | Aston Villa       | 3                | 3                    | 6                |   |   |                 |                     |                 |                 |                 |  |  |            |            |            |            |            |  |  |       |       |       |
|  | 24è              | Club Bruges          | 2                | 3                | 5                |  |                         | 8è               | Aston Villa       | 3                | 3                    | 6                |   |   |                 | Paris Saint-Germain | 5               |                 |                 |  |  |            |            |            |            |            |  |  |       |       |       |
|  | 9è               | Atalanta BC          | 1                | 1                | 2                |  |                         |                  |                   |                  |                      |                  |   |   |                 |                     |                 |                 |                 |  |  |            |            |            |            |            |  |  |       |       |       |
|  | 9è               | Atalanta BC          | 1                | 1                | 2                |  |                         |                  |                   |                  | Inter de Milà        | 0                |   |   |                 |                     |                 |                 |                 |  |  |            |            |            |            |            |  |  |       |       |       |
|  |                  |                      |                  |                  |                  |  | Benfica                 | 0                | 1                 | 1                | Inter de Milà        | 0                |   |   |                 |                     |                 |                 |                 |  |  |            |            |            |            |            |  |  |       |       |       |
|  |                  |                      |                  |                  |                  |  |                         | 0                | 1                 | 1                |                      |                  |   |   |                 |                     |                 |                 |                 |  |  |            |            |            |            |            |  |  |       |       |       |
|  | 17è              | Mònaco               | 0                | 3                | 3                |  |                         | 2n               | FC Barcelona      | 1                | 3                    | 4                |   |   |                 |                     |                 |                 |                 |  |  |            |            |            |            |            |  |  |       |       |       |
|  | 17è              | Mònaco               | 0                | 3                | 3                |  |                         | 2n               | FC Barcelona      | 1                | 3                    | 4                |   |   |                 | FC Barcelona        | 4               | 1               | 5               |  |  |            |            |            |            |            |  |  |       |       |       |
|  | 16è              | Benfica              | 1                | 3                | 4                |  |                         |                  |                   |                  |                      |                  |   |   |                 | FC Barcelona        | 4               | 1               | 5               |  |  |            |            |            |            |            |  |  |       |       |       |
|  | 16è              | Benfica              | 1                | 3                | 4                |  |                         |                  |                   |                  | Borussia Dortmund    | 0                | 3 | 3 |                 |                     |                 |                 |                 |  |  |            |            |            |            |            |  |  |       |       |       |
|  |                  |                      |                  |                  |                  |  | Borussia Dortmund       | 1                | 2                 | 3                | Borussia Dortmund    | 0                | 3 | 3 |                 |                     |                 |                 |                 |  |  |            |            |            |            |            |  |  |       |       |       |
|  |                  |                      |                  |                  |                  |  |                         | 1                | 2                 | 3                |                      |                  |   |   |                 |                     |                 |                 |                 |  |  |            |            |            |            |            |  |  |       |       |       |
|  | 23è              | Sporting CP          | 0                | 0                | 0                |  |                         | 7è               | Lille OSC         | 1                | 1                    | 2                |   |   |                 |                     |                 |                 |                 |  |  |            |            |            |            |            |  |  |       |       |       |
|  | 23è              | Sporting CP          | 0                | 0                | 0                |  |                         | 7è               | Lille OSC         | 1                | 1                    | 2                |   |   |                 | FC Barcelona        | 3               | 3               | 6               |  |  |            |            |            |            |            |  |  |       |       |       |
|  | 10è              | Borussia Dortmund    | 3                | 0                | 3                |  |                         |                  |                   |                  |                      |                  |   |   |                 |                     |                 |                 |                 |  |  |            |            |            |            |            |  |  |       |       |       |
|  | 10è              | Borussia Dortmund    | 3                | 0                | 3                |  |                         |                  |                   |                  | Inter de Milà (prò.) | 3                | 4 | 7 |                 |                     |                 |                 |                 |  |  |            |            |            |            |            |  |  |       |       |       |
|  |                  |                      |                  |                  |                  |  | Bayern de Múnic         | 3                | 2                 | 5                | Inter de Milà (prò.) | 3                | 4 | 7 |                 |                     |                 |                 |                 |  |  |            |            |            |            |            |  |  |       |       |       |
|  |                  |                      |                  |                  |                  |  |                         | 3                | 2                 | 5                |                      |                  |   |   |                 |                     |                 |                 |                 |  |  |            |            |            |            |            |  |  |       |       |       |
|  | 21è              | Celtic FC            | 1                | 1                | 2                |  |                         | 6è               | B. Leverkusen     | 0                | 0                    | 0                |   |   |                 |                     |                 |                 |                 |  |  |            |            |            |            |            |  |  |       |       |       |
|  | 21è              | Celtic FC            | 1                | 1                | 2                |  |                         | 6è               | B. Leverkusen     | 0                | 0                    | 0                |   |   |                 | Bayern de Múnic     | 1               | 2               | 3               |  |  |            |            |            |            |            |  |  |       |       |       |
|  | 12è              | Bayern de Múnic      | 2                | 1                | 3                |  |                         |                  |                   |                  |                      |                  |   |   |                 | Bayern de Múnic     | 1               | 2               | 3               |  |  |            |            |            |            |            |  |  |       |       |       |
|  | 12è              | Bayern de Múnic      | 2                | 1                | 3                |  |                         |                  |                   |                  | Inter de Milà        | 2                | 2 | 4 |                 |                     |                 |                 |                 |  |  |            |            |            |            |            |  |  |       |       |       |
|  |                  |                      |                  |                  |                  |  | Feyenoord               | 0                | 1                 | 1                | Inter de Milà        | 2                | 2 | 4 |                 |                     |                 |                 |                 |  |  |            |            |            |            |            |  |  |       |       |       |
|  |                  |                      |                  |                  |                  |  |                         | 0                | 1                 | 1                |                      |                  |   |   |                 |                     |                 |                 |                 |  |  |            |            |            |            |            |  |  |       |       |       |
|  | 19è              | Feyenoord            | 1                | 1                | 2                |  |                         | 4t               | Inter de Milà     | 2                | 2                    | 4                |   |   |                 |                     |                 |                 |                 |  |  |            |            |            |            |            |  |  |       |       |       |
|  | 19è              | Feyenoord            | 1                | 1                | 2                |  |                         | 4t               | Inter de Milà     | 2                | 2                    | 4                |   |   |                 |                     |                 |                 |                 |  |  |            |            |            |            |            |  |  |       |       |       |
|  | 13è              | AC Milan             | 0                | 1                | 1                |  |                         |                  |                   |                  |                      |                  |   |   |                 |                     |                 |                 |                 |  |  |            |            |            |            |            |  |  |       |       |       |
|  | 13è              | AC Milan             | 0                | 1                | 1                |  |                         |                  |                   |                  |                      |                  |   |   |                 |                     |                 |                 |                 |  |  |            |            |            |            |            |  |  |       |       |       |

 A partir de quarts de final els enfrontaments estaven determinats pel quadre es va sortejar qui juga de local.

### Setzens de final
| Brest | 0–3     | Paris Saint-Germain                   |
| ----- | ------- | ------------------------------------- |
|       | Informe | Vitinha 21' (pen.) · Dembélé 45', 66' |

| Paris Saint-Germain                                                                            | 7–0     | Brest |
| ---------------------------------------------------------------------------------------------- | ------- | ----- |
| Barcola 20' · Kvaratskhelia 39' · Vitinha 59' · Doué 64' · Mendes 69' · Ramos 76' · Mayulu 86' | Informe |       |

| Club Bruges                              | 2–1     | Atalanta    |
| ---------------------------------------- | ------- | ----------- |
| Ferran Jutglà 15' · Nilsson 90+4' (pen.) | Informe | Pašalić 41' |

| Atalanta                | 1–3     | Club Bruges                         |
| ----------------------- | ------- | ----------------------------------- |
| Lookman 46' · Tolói 87' | Informe | Talbi 3', 27' · Ferran Jutglà 45+3' |

| Manchester City FC      | 2–3     | Reial Madrid                               |
| ----------------------- | ------- | ------------------------------------------ |
| Haaland 19', 80' (pen.) | Informe | Mbappé 60' · Brahim 86' · Bellingham 90+2' |

| Reial Madrid        | 3–1     | Manchester City FC |
| ------------------- | ------- | ------------------ |
| Mbappé 4', 33', 61' | Informe | Nico 90+2'         |

| Juventus FC                 | 2–1     | PSV Eindhoven |
| --------------------------- | ------- | ------------- |
| McKennie 34' · Mbangula 82' | Informe | Perišić 56'   |

| PSV Eindhoven                            | 3–1 (prò.) | Juventus FC |
| ---------------------------------------- | ---------- | ----------- |
| Perišić 53' · Saibari 74' · Flamingo 98' | Informe    | Weah 63'    |

| Feyenoord | 1–0     | AC Milan |
| --------- | ------- | -------- |
| Paixão 3' | Informe |          |

| AC Milan                     | 1–1     | Feyenoord    |
| ---------------------------- | ------- | ------------ |
| Giménez 1' · T.Hernández 51' | Informe | Carranza 73' |

| Celtic FC | 1–2     | Bayern de Múnic      |
| --------- | ------- | -------------------- |
| Maeda 79' | Informe | Olise 45' · Kane 49' |

| Bayern de Múnic | 1–1     | Celtic FC |
| --------------- | ------- | --------- |
| Davies 90+4'    | Informe | Kühn 63'  |

| Sporting CP | 0–3     | Borussia Dortmund                     |
| ----------- | ------- | ------------------------------------- |
|             | Informe | Guirassy 60' · Groß 68' · Adeyemi 82' |

| Borussia Dortmund | 0–0     | Sporting CP |
| ----------------- | ------- | ----------- |
|                   | Informe |             |

| Mònaco | 0–1     | Benfica      |
| ------ | ------- | ------------ |
|        | Informe | Pavlidis 48' |

| Benfica                                          | 3–3     | Mònaco                                         |
| ------------------------------------------------ | ------- | ---------------------------------------------- |
| Aktürkoğlu 22' · Pavlidis 76' (pen.) · Kökçü 84' | Informe | Minamino 32' · Ben Seghir 51' · Ilenikhena 81' |

### Vuitens de final
| Paris Saint-Germain | 0–1     | Liverpool FC |
| ------------------- | ------- | ------------ |
|                     | Informe | Elliott 87'  |

| Liverpool FC            | 0–1     | Paris Saint-Germain                |
| ----------------------- | ------- | ---------------------------------- |
|                         | Informe | Dembélé 12'                        |
| Tanda de penals         |         |                                    |
| * Salah - Núñez - Jones | 1–4     | * Vitinha - Ramos - Dembélé - Doué |

| Club Bruges   | 1–3     | Aston Villa                                       |
| ------------- | ------- | ------------------------------------------------- |
| De Cuyper 12' | Informe | Bailey 3' · Mechele 82' (p.p.) · Asensio 88' (p.) |

| Aston Villa                    | 3–0     | Club Bruges |
| ------------------------------ | ------- | ----------- |
| Asensio 50', 61' · Maatsen 57' | Informe | Sabbe 17'   |

| Reial Madrid               | 2–1     | Atlètic de Madrid |
| -------------------------- | ------- | ----------------- |
| Rodrygo 4' · Brahim D. 55' | Informe | J. Álvarez 32'    |

| Atlètic de Madrid                       | 1–0     | Reial Madrid                                         |
| --------------------------------------- | ------- | ---------------------------------------------------- |
| Gallagher 1'                            | Informe |                                                      |
| Tanda de penals                         |         |                                                      |
| * Sørloth - Alvarez - Correa - Llorente | 2–4     | * Mbappé - Bellingham - Valverde - Vázquez - Rüdiger |

| PSV Eindhoven | 1–7     | Arsenal FC                                                                                  |
| ------------- | ------- | ------------------------------------------------------------------------------------------- |
| Lang 43' (p.) | Informe | J. Timber 18' · Nwaneri 21' · Merino 31' · Ødegaard 47', 73' · Trossard 48' · Calafiori 85' |

| Arsenal FC              | 2–2     | PSV Eindhoven              |
| ----------------------- | ------- | -------------------------- |
| Zinchenko 6' · Rice 37' | Informe | Perišić 18' · Driouech 70' |

| Benfica | 0–1     | FC Barcelona               |
| ------- | ------- | -------------------------- |
|         | Informe | Cubarsí 22' · Raphinha 61' |

| FC Barcelona                  | 3–1     | Benfica      |
| ----------------------------- | ------- | ------------ |
| Raphinha 11', 42' · Yamal 27' | Informe | Otamendi 13' |

| Borussia Dortmund | 1–1     | Lille OSC      |
| ----------------- | ------- | -------------- |
| Adeyemi 22'       | Informe | Haraldsson 68' |

| Lille OSC | 1–2     | Borussia Dortmund        |
| --------- | ------- | ------------------------ |
| David 5'  | Informe | Can 54' (p.) · Beier 65' |

| Bayern de Múnic                 | 3–0     | Bayer Leverkusen |
| ------------------------------- | ------- | ---------------- |
| Kane 9', 75' (p.) · Musiala 54' | Informe | Mukiele 62'      |

| Bayer Leverkusen | 0–2     | Bayern de Múnic       |
| ---------------- | ------- | --------------------- |
|                  | Informe | Kane 52' · Davies 71' |

| Feyenoord | 0–2     | Inter de Milà                   |
| --------- | ------- | ------------------------------- |
|           | Informe | M. Thuram 38' · L. Martínez 50' |

| Inter de Milà                   | 2–1     | Feyenoord      |
| ------------------------------- | ------- | -------------- |
| Thuram 8' · Çalhanoğlu 51' (p.) | Informe | Moder 42' (p.) |

### Quarts de final
| Paris Saint-Germain                         | 3–1     | Aston Villa |
| ------------------------------------------- | ------- | ----------- |
| Doué 39' · Kvaratskhelia 49' · Mendes 90+2' | Informe | Rogers 35'  |

| Aston Villa                            | 3–2     | Paris Saint-Germain     |
| -------------------------------------- | ------- | ----------------------- |
| Tielemans 34' · McGinn 55' · Konsa 57' | Informe | Hakimi 11' · Mendes 27' |

| Arsenal FC                 | 3–0     | Reial Madrid    |
| -------------------------- | ------- | --------------- |
| Rice 58', 70' · Merino 75' | Informe | Camavinga 90+4' |

| Reial Madrid | 1–2     | Arsenal FC                  |
| ------------ | ------- | --------------------------- |
| Vinícius 67' | Informe | Saka 65' · Martinelli 90+3' |

| FC Barcelona                                    | 4–0     | Borussia Dortmund |
| ----------------------------------------------- | ------- | ----------------- |
| Raphinha 25' · Lewandowski 48', 66' · Yamal 77' | Informe |                   |

| Borussia Dortmund           | 3–1     | FC Barcelona          |
| --------------------------- | ------- | --------------------- |
| Guirassy 11' (p.), 49', 76' | Informe | Bensebaini 54' (p.p.) |

| Bayern de Múnic | 1–2     | Inter de Milà                  |
| --------------- | ------- | ------------------------------ |
| Müller 85'      | Informe | L. Martínez 38' · Frattesi 88' |

| Inter de Milà                | 2–2     | Bayern de Múnic     |
| ---------------------------- | ------- | ------------------- |
| L. Martínez 58' · Pavard 61' | Informe | Kane 52' · Dier 76' |

### Semifinals
| Arsenal FC | 0–1     | Paris Saint-Germain |
| ---------- | ------- | ------------------- |
|            | Informe | Dembélé 4'          |

| Paris Saint-Germain     | 2–1     | Arsenal FC |
| ----------------------- | ------- | ---------- |
| Fabián 27' · Hakimi 72' | Informe | Saka 76'   |

| FC Barcelona                               | 3–3     | Inter de Milà                 |
| ------------------------------------------ | ------- | ----------------------------- |
| Yamal 24' · Torres 38' · Sommer 65' (p.p.) | Informe | Thuram 1' · Dumfries 21', 64' |

| Inter de Milà                                                         | 4–3 (prò.) | FC Barcelona                            |
| --------------------------------------------------------------------- | ---------- | --------------------------------------- |
| L. Martínez 21' · Çalhanoğlu 45+1' (p.) · Acerbi 90+3' · Frattesi 99' | Informe    | E. García 54' · Olmo 60' · Raphinha 87' |

### Final
| Paris Saint-Germain                                         | 5–0     | Inter de Milà |
| ----------------------------------------------------------- | ------- | ------------- |
| Hakimi 12' · Doué 20', 63' · Kvaratskhelia 73' · Mayulu 86' | Informe |               |